# ぐるぐるポンちゃん
『ぐるぐるポンちゃん』は、池沢理美による日本の漫画作品。『別冊フレンド』（講談社）にて1997年9月号より2000年11月号まで連載された。単行本は講談社コミックスフレンドBより全9巻。犬の擬人化を描いている。2000年に第24回講談社漫画賞少女部門を受賞している。
主人公の異なる続編である『ぐるぐるポンちゃん おかわりッ』が『別冊フレンド増刊』（同）にて2007年3月号より2009年3月号まで連載された。単行本は全4巻。

## あらすじ
寿学園という架空の学園の理事長を勤める小泉弥助は、メスのラブラドール・レトリバーである「小泉ポン太」を飼っている。弥助はポン太を言葉が話せるようにしようと、ぐるぐるボーンを発明。これにキスすることにより、犬のポン太は人間に変身できるようになり、寿学園に通う男子高校生、岩城未来に恋をしてしまう。しかし、弥助の孫でポン太の飼い主でもある、寿学園の女子生徒・由香も、未来のことが好きであった。そのため、パニックが巻き起こる。

## 登場人物
小泉ポン太
岩城未来
小泉由香
小泉弥助

## 書誌情報
- 池沢理美『ぐるぐるポンちゃん』講談社〈講談社コミックスフレンドB 〉全9巻 
  1. 1997年12月9日発売[3]、『別冊フレンド』1997年9月号 - 12月号、ISBN 978-4-06-303091-4
  2. 1998年9月9日発売[4]、『別冊フレンド』1998年1月号 - 5月号、 ISBN 978-4-06-303125-6
  3. 1998年10月9日発売[5]、『別冊フレンド』1998年7月号 - 10月号、ISBN 978-4-06-303129-4
  4. 1999年3月9日発売[6]、『別冊フレンド』1998年11月号、12月号、1999年1月号、2月号、ISBN 978-4-06-303146-1
  5. 1999年7月9日発売[7]、『別冊フレンド』1999年3月号 - 6月号、ISBN 978-4-06-303161-4
  6. 1999年11月10日発売[8]、ISBN 978-4-06-303173-7
  7. 2000年3月9日発売[9]、『別冊フレンド』1999年12月号、2000年1月号 - 3月号、ISBN 978-4-06-303185-0
  8. 2000年8月5日発売[10]、『別冊フレンド』2000年4月号 - 7月号、ISBN 978-4-06-341203-1
  9. 2000年11月10日発売[11]、『別冊フレンド』2000年8月号 - 11月号、ISBN 978-4-06-341213-0

- 池沢理美『ぐるぐるポンちゃん おかわりッ』講談社〈講談社コミックスフレンド 〉全4巻
  1. 2007年9月13日発売[12]、『別冊フレンド増刊 別フレ2007』3月号、5月号、7月号、ISBN 978-4-06-341544-5
  2. 2008年1月11日発売[13]、『別冊フレンド増刊 別フレ2007』9月号、11月号、『別冊フレンド増刊 別フレ2008』1月号、ISBN 978-4-06-341558-2
  3. 2008年9月12日発売[14]、『別冊フレンド』2008年2月号、3月号、『別冊フレンド増刊 別フレ2008』5月号、7月号、ISBN 978-4-06-341590-2
  4. 2009年3月13日発売[15]、『別冊フレンド増刊 別フレ2008』11月号、『別冊フレンド増刊 別フレ2009』1月号、3月号、ISBN 978-4-06-341612-1